# Parsberg (Berg)
Der Parsberg ist eine bewaldete Erhöhung zwischen Puchheim-Ort, Alling und Germering. Er ist eine Erhöhung der Oberen Süßwassermolasse, der von Geschiebelehm der Mindeleiszeit bedeckt ist.
Der Burgstall Parsberg weist mit seinen Merkmalen auf eine Besiedelung dieses Ortes seit dem frühen Hochmittelalter hin.
Überregionale Bedeutung bekam dieser Landstrich durch die Schlacht bei Alling, in der sich 1422 Herzog Ernst von Bayern-München gegen seinen Rivalen Ludwig den Bärtigen durchsetzte und damit den zwei Jahre andauernden Bayerischen Krieg beendete.
Parsberg ist ein Landschaftsschutzgebiet (LSG-00309.06). Der Landstrich im Landkreis Fürstenfeldbruck wurde 1979 unter Schutz gestellt.